# Valter Juva
Valter Henrik Juvelius, conosciuto come Valter Juva (Pyhäjoki, 3 settembre 1865 – Viipuri, 25 dicembre 1922), è stato uno scrittore finlandese, famoso per aver composto la celebre canzone popolare finlandese Karjalan kunnailla.